# 謝現
謝現（越南语：／；1841年—1887年或1893年），又名謝光現，越南勤王運動中的一位愛國將領。

## 生平
謝現是南定省太平府瑞英縣虎隊總珖瑯社（今屬太平省太瑞縣瑞海社珖瑯村）人，嗣德年間任督兵，曾參與剿滅黃崇英的戰役。嗣德二十五年（1872年），因功升為副管奇，後升任領兵。嗣德三十二年（1879年），充任廣安省檜山屯該屯。嗣德三十五年（1882年），升授掌衛，領北寧提督。次年（1883年），改任南定提督。同年，阮朝與法國議和，簽訂《順化條約》。因謝現曾與法軍交戰，為避免意外，調謝現擔任清化提督。謝現十分不滿，招募義兵，稱病不肯就職。年底，謝現與南定按察使范務敏、建昌知府黃文槐離任，嗣後與境內黑旗軍聯繫，舉兵反抗法軍。勤王運動時，謝現是太平一帶的義軍領袖，後被鎮壓，本人不知所終。